# USS Gillis (DD-260)
USS Gillis (DD-260/AVD-12) là một tàu khu trục lớp Clemson được Hải quân Hoa Kỳ chế tạo vào cuối Chiến tranh Thế giới thứ nhất, được cải biến thành tàu tiếp liệu thủy phi cơ AVD-12 và đã tiếp tục phục vụ trong Chiến tranh Thế giới thứ Hai cho đến khi xung đột kết thúc. Nó là chiếc tàu chiến duy nhất của Hải quân Hoa Kỳ được đặt tên theo Thiếu tướng Hải quân John P. Gillis (1803-1873) và Chuẩn đô đốc James Henry Gillis (1831-1910).

## Thiết kế và chế tạo
Gillis được đặt lườn vào ngày 19 tháng 12 năm 1918 tại xưởng tàu Fore River Shipyard của hãng Bethlehem Shipbuilding Corporation ở Quincy, Massachusetts. Nó được hạ thủy vào ngày 29 tháng 5 năm 1919, được cùng đỡ đầu bởi cô Helen Irvine Murray, cháu nội đô đốc Gillis và bà Josephine T. Smith, cháu gái thiếu tướng Gillis; và được đưa ra hoạt động vào ngày 3 tháng 9 năm 1919 dưới quyền chỉ huy của Hạm trưởng, Thiếu tá Hải quân Webb Trammell.

## Lịch sử hoạt động
Gillis khởi hành từ Newport, Rhode Island vào ngày 17 tháng 12 năm 1919, và đã thả neo tại San Diego, California vào ngày 20 tháng 1 năm 1920. Nó gia nhập Lực lượng Khu trục trực thuộc Hạm đội Thái Bình Dương, và đã tham gia các cuộc thực tập chiến thuật và cơ động dọc theo vùng bờ Tây cho đến khi được cho xuất biên chế tại San Diego vào ngày 26 tháng 5 năm 1922. Khi xung đột lại nổ ra ở Châu Âu, Gillis được cho nhập biên chế trở lại vào ngày 28 tháng 6 năm 1940, và đến ngày 2 tháng 8 được xếp lại lớp như một tàu tiếp liệu thủy phi cơ với ký hiệu lườn mới AVD-12. Sau khi hoàn tất việc cải biến, nó gia nhập hạm đội thường trực tại San Francisco, California vào ngày 25 tháng 3 năm 1941.
Gillis được phân công tiếp liệu cho Không đoàn Tuần tra 4 thuộc Lực lượng Máy bay Tuần tiễu Hạm đội Thái Bình Dương. Trong những tháng tiếp theo, nó hỗ trợ hoạt động tuần tra giữa San Diego và Seattle, Washington, cũng như nhiệm vụ tiếp liệu thủy phi cơ tại Sitka, Alaska từ ngày 14 đến ngày 17 tháng 6 và tại Dutch Harbor và Kodiak từ ngày 15 đến ngày 31 tháng 7. Sau khi được đại tu tại Xưởng hải quân Puget Sound, nó quay trở lại Kodiak vào ngày 16 tháng 10 năm 1941 để tiếp nối hoạt động tiếp liệu thủy phi cơ tại vùng biển Alaska. Nó đang phục vụ tại Kodiak khi Hải quân Nhật bất ngờ tấn công Trân Châu Cảng; và nó đã quay trở về Xưởng hải quân Puget Sound vào ngày 9 tháng 2 năm 1942 để đại tu.
Gillis tiếp tục nhiệm vụ tiếp liệu tại Kodiak từ ngày 26 tháng 5 năm 1942. Nó đặt căn cứ tại Atka từ ngày 11 đến ngày 13 tháng 6 để tiếp liệu cho các thủy phi cơ làm nhiệm vụ ném bom vị trí quân Nhật trên đảo Kiska. Đang khi làm nhiệm vụ tuần tra-giải cứu vào ngày 6 tháng 6, nó đã thực hiện ba lượt tấn công bằng mìn sâu sau khi dò được tín hiệu sonar dưới nước. Một tàu ngầm Nhật bất ngờ nhô lên mặt nước, bộc lộ tháp chỉ huy và chân vịt, rồi lại biến mất dưới mặt nước; Gillis không thể bắt lại được tín hiệu đối phương. Nó được ghi công đã gây hư hại tàu ngầm đối phương này tại khu vực ngoài khơi đảo Umak. Sau đó, nó bị ba máy bay ném bom Nhật Bản đang tuần tra tấn công tại Adak vào ngày 20 tháng 7. Một quả bom tịt ngòi đã ném xuống chỉ cách 10 foot (3,0 m) bên mạn tàu; các quả khác ném suýt trúng phía mũi và phía đuôi tàu, tung một cơn mưa do nước dội lên nhưng nó không bị hư hại hay thương vong.
Gillis tiếp tục nhiệm vụ đa dạng như một tàu tàu tiếp liệu máy bay và tàu tuần tra tìm kiếm giải cứu trong suốt khu vực quần đảo Aleut, xen kẻ với những đợt sửa chữa tại Xưởng hải quân Puget Sound. Nó được cho tách khỏi nhiệm vụ này vào ngày 19 tháng 4 năm 1944, khi nó rời Dutch Harbor để đi đại tu tại Xưởng hải quân Puget Sound, rồi đi đến San Diego vào ngày 13 tháng 6. Nó trải qua những tháng tiếp theo hoạt động như tàu canh phòng máy bay cho việc huấn luyện tàu sân bay dọc theo bờ biển California. Sau đó nó lên đường đi Trân Châu Cảng, đến nơi vào ngày 8 tháng 12 năm 1944, và hoạt động như tàu canh phòng máy bay cho tàu sân bay hộ tống Makassar Strait (CVE-91) cho đến ngày 20 tháng 2 năm 1945. Nó lên đường cùng với Lực lượng Bắn phá và Bảo vệ dưới quyền Chuẩn đô đốc Morton L. Deyo, đi ngang qua Marshalls, Marianas và Ulithi cho chiến dịch nhằm chiếm đóng Okinawa.
Gillis đi đến ngoài khơi Kerama Retto vào ngày 25 tháng 3 năm 1945. Nó bảo vệ cho hoạt động của cảc tàu quét mìn về phía Tây, rồi canh phòng trong khi các đội phá hoạt dưới nước (UDT) dọn sạch các lối tiếp cận lên các bãi đổ bộ ở phía Tây Okinawa. Sau khi lực lượng đổ bộ tấn công lên bờ vào ngày 1 tháng 4, nó tiếp liệu cho các máy bay trinh sát và tuần tra tại Kerama Retto đồng thời thực hiện tuần tra tìm kiếm và giải cứu. Vào ngày 28 tháng 4, nó rời Okinawa để hộ tống cho Makassar Strait đi ngang qua Guam để đi đến vịnh San Pedro, Philippines. Nó quay trở lại cùng lộ trình này hộ tống cho Wake Island (CVE-65). Chiếc tàu sân bay hộ tống phóng máy bay ra vào ngày 29 tháng 6 để đi đến các căn cứ trên đất liền ở Okinawa, và Gillis đã giúp hộ tống nó quay trở lại Guam vào ngày 3 tháng 7 năm 1945.
Gillis khởi hành từ Guam vào ngày 8 tháng 7 năm 1945. Nó về đến San Pedro, California vào ngày 28 tháng 7, và được cho ngừng hoạt động tại đây vào ngày 15 tháng 10 năm 1945. Tên nó được cho rút khỏi danh sách Đăng bạ Hải quân vào ngày 1 tháng 11 năm 1945; và nó bị bán để tháo dỡ vào ngày 29 tháng 1 năm 1946.

## Phần thưởng
Gillis được tặng thưởng hai Ngôi sao Chiến trận do thành tích phục vụ trong Chiến tranh Thế giới thứ hai.